# جعفر مرتضى العاملي
جعفر بن مصطفى بن مرتضى الحسيني العاملي. (25 صفر 1364 هـ قضاء صور - 27 صفر 1441) رجل دين شيعي ومؤرخ لبناني.

## سيرته
ولد بتاريخ 25 صفر 1364 هـ (6 يناير 1945 م) في بلدة دير قانون رأس العين الواقعة بقضاء صور بجنوب لبنان، وأصل عائلته من بلدة عيثا الجبل في قضاء بنت جبيل.
درس مقدمات العلوم الإسلامية على والده في لبنان، ثم توجه إلى النجف لمتابعة التحصيل وذلك سنة 1962.
في سنة 1382 هـ (1962 مـ) انتقل من النجف لمواصلة الدراسة والتدريس في الحوزة العلمية بمدينة قم الإيرانية.
عاد إلى لبنان أواخر سنة 1993، وأسس هناك حوزة علمية باسم «حوزة الإمام علي بن أبي طالب».
- أنشأ المركز الإسلامي للدراسات بعد عودته إلى لبنان.
- له العديد من المؤلفات غالبها متخصص في التاريخ الإسلامي.
- له عدد من الكتب التي انتقد فيها أفكار وآراء السيد محمد حسين فضل الله، أثارت جدلا واسعا في وقتها.
- بالإضافة إلى هذا، فهو شاعر ولكن إنتاجه الشعري قليل.
- بعض مؤلفاته تُرجم إلى الفارسية.

### وفاته
توفي جعفر مرتضى العاملي يوم السبت 26 أكتوبر 2019 بعد صراعٍ مع المرض، ونعاه المجلس الإسلامي الشيعي الأعلى وحزب الله، وشُيِّع عند الساعة العاشرة من صباح الأحد 27 أكتوبر من مجمع الإمام الكاظم في حي ماضي؛ ووري الثرى في بلدة عيتا الجبل العاملية.

## أساتذته
(للتوسّع)
من أساتذته:
1. الشيخ علي الأحمدي الميانجي

## تلامذته
1. رسول جعفريان

## مؤلفاته
| - الصحيح من سيرة النبي الأعظم. يتحدث عن سيرة النبي محمد، ويقع في خمس وثلاثين مجلدا، وقد حاز هذا الكتاب على جائزة كتاب العام في إيران. - الصحيح من سيرة الإمام علي. يتحدث عن سيرة علي بن أبي طالب، ويقع في ثلاث وخمسين مجلدا. - مأساة الزهراء. - لماذا كتاب مأساة الزهراء. - خلفيات كتاب مأساة الزهراء. - تفسير سورة الماعون. - تفسير سورة الفاتحة. - تفسير سورة الناس. - تفسير سورة الكوثر. - الغدير والمعارضون. - براءة آدم حقيقة قرآنية. - بيان الأئمة في الميزان. - مراسم عاشوراء.. شبهات وردود. - ظلامة أم كلثوم. - صراع الحرية في عصر المفيد. - نقش الخواتيم لدى الأئمة. - ظاهرة القارونية. - إدارة الحرمين الشريفين في القرآن. - الحياة السياسية للإمام الحسن. - المواسم والمراسم. - أفلا تذكرون. - بنات النبي أم ربائبه. - منطلقات البحث العلمي في السيرة. - ابن عباس وأموال البصرة. - سلمان الفارسي. - حقائق هامة حول القرآن الكريم. - موقع ولاية الفقيه. - ولاية الفقيه في صحيحة عمر بن حنظلة. - موقف علي في الحديبية. | - مختصر مفيد. - الحياة السياسية للإمام الجواد. - القول الصائب في إثبات الربائب. - أهل البيت في آية التطهير. - زواج المتعة. - خطبة البيان في الميزان. - الحياة السياسية للإمام الرضا. - علي والخوارج. - كربلاء فوق الشبهات. - دراسات وبحوث في التاريخ والإسلام. - مقالات.. ودراسات. - الولاية التشريعية. - الشهادة الثالثة. - الجزيرة الخضراء ومثلث برمودا. - المدخل لدراسة السيرة النبوية المباركة. - الآداب الطبية في الإسلام. - دراسة في علامات الظهور. - السوق في ظل الدولة الإسلامية. - لست بفوق أن أخطئ. - أكذوبتان حول الشريف الرضي. - الإسلام ومبدأ المقابلة بالمثل. - تفسير سورة هل أتى. - سورة الكوثر. - ظلامة أبي طالب. - إدارة الحرمين الشريفين في القرآن. - ابن عربي ليس بشيعي. - الزواج المؤقت في الإسلام. - سنابل المجد. |

## وصلات خارجية
- المركز الإسلامي للدراسات
- موقع الميزان